# Ecaterina Guica
Ecaterina Antonia Guica (ur. 9 października 1993) – kanadyjska judoczka. Dwukrotna olimpijka. Zajęła dziewiąte miejsce w Rio De Janeiro 2016 i siedemnaste w Tokio 2020. Walczyła w wadze półlekkiej.
Uczestniczka mistrzostw świata w 2015, 2017, 2018, 2019 i 2021. Startowała w Pucharze Świata w latach 2011 i 2013-2019. Srebrna medalistka igrzysk panamerykańskich w 2015. Zdobyła pięć medali mistrzostw panamerykańskich w latach 2015 - 2020. Trzecia na mistrzostwach Wspólnoty Narodów w 2012. Ośmiokrotna medalistka mistrzostw Kanady w latach 2010-2020.

## Letnie Igrzyska Olimpijskie 2016
| Konkurencja | Eliminacje                | Klas. końcowa |
| Konkurencja | Przeciwnik I              | Miejsce       |
| ----------- | ------------------------- | ------------- |
| 52 kg       | Natalja Kuziutina (RUS) P | 9.            |

## Letnie Igrzyska Olimpijskie 2020
| Konkurencja | Eliminacje                 | Klas. końcowa |
| Konkurencja | Przeciwnik I               | Miejsce       |
| ----------- | -------------------------- | ------------- |
| 52 kg       | Charline Van Snick (BEL) P | 17.           |